# Oquê del Rei
Oquê del Rei és una localitat de São Tomé i Príncipe. Es troba al districte d'Água Grande, al nord de l'illa de São Tomé. La seva població és de 3.938 (2008 est.).

## Evolució de la població
| 2001  | 2008  |
| 3.455 | 3.938 |